# For His Son
For His Son er en amerikansk stumfilm fra 1912 af D. W. Griffith.

## Medvirkende
- Charles Hill Mailes
- Charles West
- Blanche Sweet
- Dorothy Bernard
- Grace Henderson